# Bahía de Cienfuegos
Bahía de Cienfuegos är en vik i Kuba.   Den ligger i provinsen Provincia de Cienfuegos, i den centrala delen av landet, 220 km sydost om huvudstaden Havanna.